# Distruzione della nave ammiraglia ottomana al largo di Chio
La distruzione della nave ammiraglia ottomana al largo di Chio fu un'azione militare avvenuta durante la guerra d'indipendenza greca nella notte tra il 6 e il 7 giugno 1822. Duemila marinai ottomani furono uccisi, tra cui Nasuhzade Ali Pascià, grande ammiraglio (capitan pascià) della Marina ottomana.

## Storia

### Il massacro di Chio
Il massacro di Chio è stato un episodio della guerra d'indipendenza greca, consistito nel massacro di migliaia di greci nel 1822 da parte delle truppe ottomane sull'isola di Chio. Circa 20 000 chiani vennero uccisi e 23 000 vennero esiliati. Centinaia di persone si allontanarono da Chio spontaneamente rivolgendosi verso l'Europa e dando il via al fenomeno noto come Diaspora chiana.

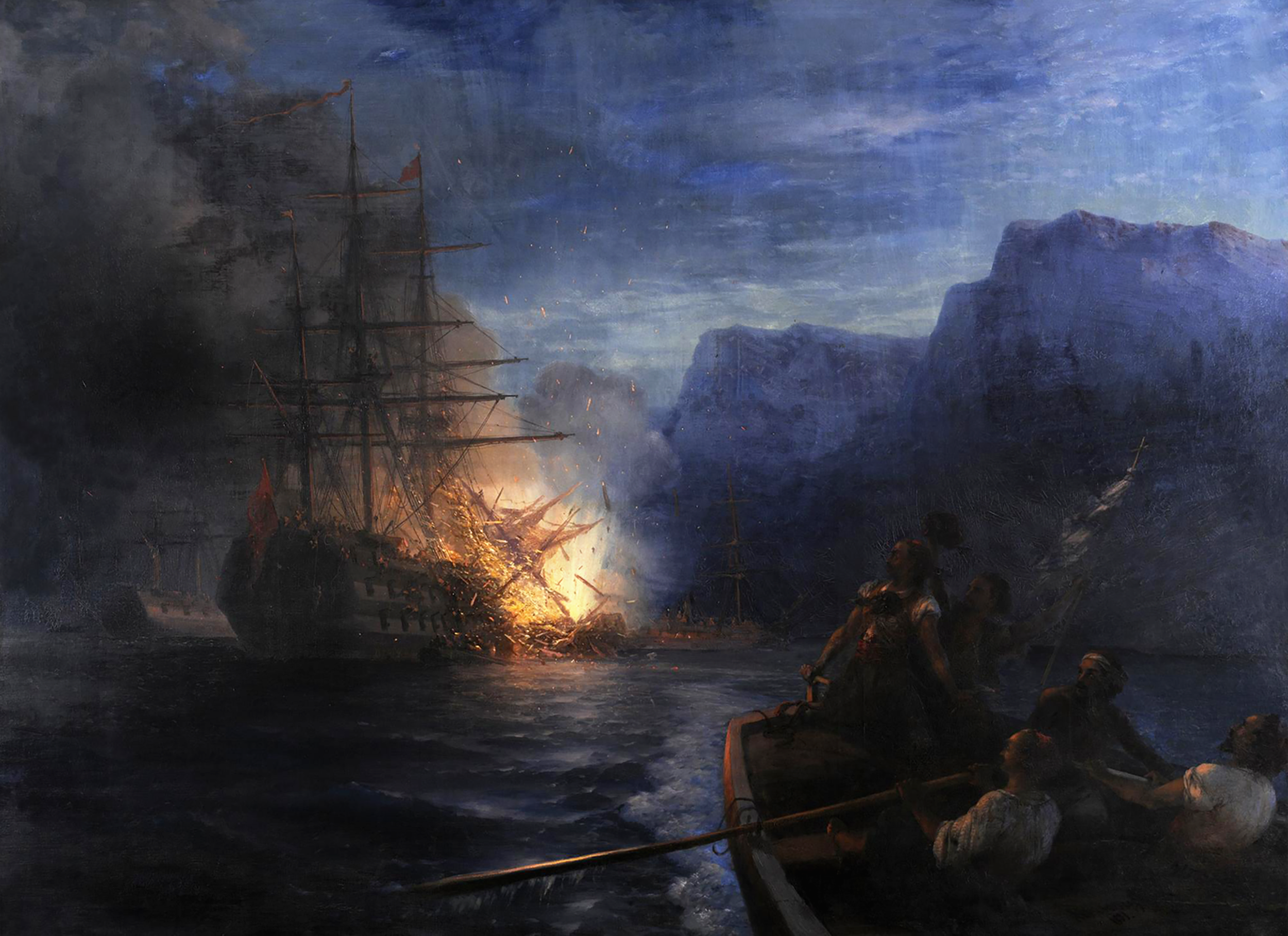
Konstantinos Kanaris, dopo aver affondato la nave ammiraglia ottomana. Dipinto di Ivan Ajvazovskij.

### La risposta greca
Due mesi dopo, le forze al comando di Konstantinos Kanaris attaccarono la nave ammiraglia della flotta ottomana come vendetta del massacro di Chio. L'ammiraglio stava intrattenendosi in un momento conviviale con gli altri ufficiali per festeggiare la fine del Ramadan quando Kanaris ed i suoi uomini appiccarono il fuoco vicino alla nave con un brulotto. Quando le fiamme raggiunsero la polveriera della stessa, l'esplosione che ne seguì causò la distruzione della nave: gli ottomani persero 2 000 uomini tra marinai, ufficiali e lo stesso Nasuhzade Ali Pascià.